# Edling
Edling település Németországban, azon belül Bajorországban. Lakosainak száma 4639 fő (2023. december 31.). Edling Wasserburg am Inn és Albaching községekkel határos.

## Népesség
A település népessége az elmúlt években az alábbi módon változott:
| Lakosok száma | 687  | 1533 | 2644 | 4228 | 4388 | 4408 | 4550 | 4584 | 4665 | 4639 |
|               | 1875 | 1950 | 1975 | 2011 | 2013 | 2014 | 2016 | 2019 | 2021 | 2023 |